# صموئيل وينسلو
صموئيل وينسلو (بالإنجليزية: Samuel Winslow)‏ هو سياسي أمريكي، ولد في 11 أبريل 1862 في ورسستر في الولايات المتحدة، وتوفي بنفس المكان في 11 يوليو 1940. حزبياً، نشط في الحزب الجمهوري. وقد انتخب عضو مجلس النواب الأمريكي.